# Victims of Creation
«Victims of Creation» — мальтийская фьюнерал-дум-/дэт-метал-группа из Санта-Венеры, созданная в 1992 году.

## История
Группа была создана на Мальте в 1992 году. Первоначально в её состав входили вокалист и бас-гитарист Рекс (англ. Rex), гитаристы Джеффри Галеа (мальт. Jeffrey Galea), Марвин Заммит (мальт. Marvin Zammit) и барабанщик Дино Мифсуд Лепре (мальт. Dino Mifsud Lepre). В дальнейшем в течение всего существования коллектива его состав постоянно менялся.
Первое выступление «Victims of Creation» состоялось в 1994 году, на «разогреве» у другой мальтийской группы «Oblique Visions»; тогда о группе заговорили в местных андеграундных кругах. Вышедшая в 1996 году песня «Lotions and Potions (Toke 1)» была выпущена на компиляции «The Core of Creation» лейбла «Storm Records». В том же году прошёл второй и на долгое время последний концерт коллектива, после чего музыкальная деятельность «Victims of Creation» снизилась до минимума из-за постоянно меняющего состава, отъезда ключевых участников (AJ Burd и Даниэля Бартоло) из Мальты и других неблагоприятных обстоятельств. В это время часть музыкантов начала участвовать в других проектах, и только после возвращения Бартоло, а затем и AJ Burd активная деятельность возобновилась к 2009 году. В 2011 году коллектив принял участие в местном фестивале дум-метал-музыки «Malta Doom Metal Festival», а в 2012 подписал контракт с немецким лейблом «Cyclone Empire».
Несмотря на довольно длительное существование группы, первый и пока единственный альбом «Symmetry of Our Plagued Existence» вышел лишь в 2013 году. Релиз получил положительные отзывы со стороны музыкальных критиков.
Отдельные источники считают «Victims of Creation» культовой группой в рамках местного метал-андеграунда, а их музыку иногда сравнивают с творчеством других значимых мальтийских дум-метал-групп — «Forsaken» и «Nomad Son». В текущий состав группы входят вокалист/бас-гитарист Рекс, гитаристы AJ Burd и Эмануэль Портелли (мальт. Emanuel Portelli) и барабанщик Дино Мифсуд Лепре.

## Дискография

### Альбомы
- «Symmetry of Our Plagued Existence» (2013) —  Metal Forces: [7],  Rock Hard: [9], Legacy: 12/15[8]

### Демозаписи
- «Tree of Iniquity» (2012)